# Leo von Caprivi

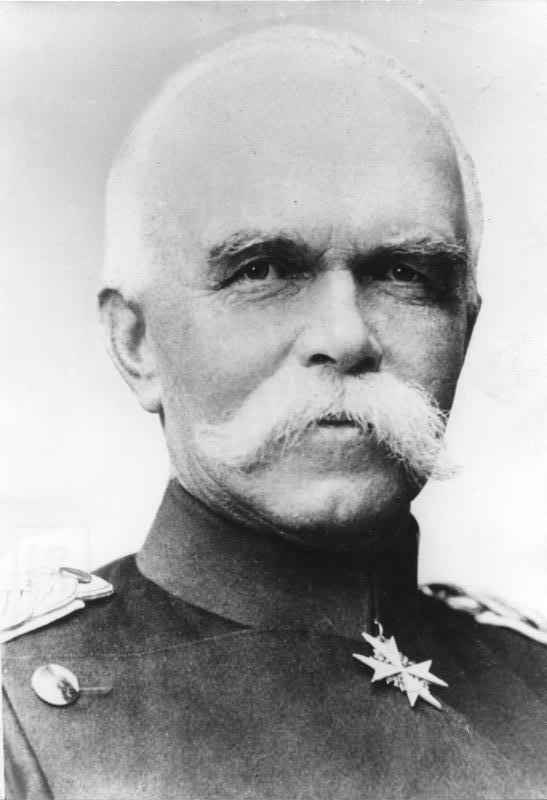
Leo von Caprivi, 1880

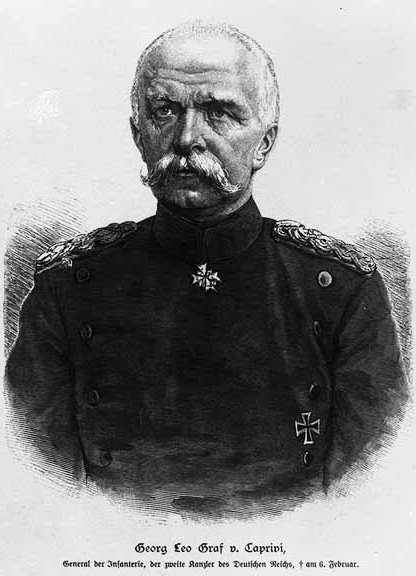
Leo von Caprivi

Georg Leo Graf von Caprivi de Caprara de Montecuccoli (Berlijn-Charlottenburg, 24 februari 1831 - Skyren (Brandenburg), 6 februari 1899) was een Pruisisch militair en staatsman. Hij was van 1890 tot 1894 als opvolger van Otto von Bismarck rijkskanselier.
Caprivi ging in 1849 het leger in en nam deel aan de Oostenrijks-Pruisische Oorlog van 1866 en de Frans-Duitse Oorlog van 1870. Van 1883 tot 1888 was hij hoofd van de Keizerlijke Admiraliteit en toonde daar zijn leiderskwaliteiten. In 1890 werd hij - zonder enige politieke voorbereiding - bij het ontslag van Bismarck door keizer Wilhelm II als nieuwe kanselier en premier van Pruisen aangesteld. De keizer verkoos een politiek onervaren premier omdat hij zelf de leiding wilde voeren.
De Nieuwe Koers van deze regering uitte zich onder meer in het niet verlengen van het Herverzekeringsverdrag met Rusland, dat te ingewikkeld werd bevonden. Hierdoor kon Frankrijk zich uit zijn isolement bevrijden en startte de Frans-Russische militaire samenwerking.
Caprivi verzoende zich met de sociaaldemocraten en voerde een pro-Brits buitenlandbeleid. In het Zanzibarverdrag van 1 juli 1890 ruilde Duitsland Zanzibar met de Britten voor Helgoland. Hiermee maakte Caprivi zich ongeliefd bij de kolonialisten en met zijn vrijhandelspolitiek (verlaging van invoerrechten op landbouwproducten, handelsovereenkomsten met diverse landen) vervreemdde hij zich van de conservatieve grootgrondbezitters. Wel lukte het hem de Britten de zogenaamde Caprivistrook aan Duits-Zuidwest-Afrika te doen toekomen om die kolonie een verbinding met de Zambezi te verschaffen.
Caprivi leed in 1892 zijn eerste grote politieke nederlaag toen de schoolwet-Zedlitz die hij wilde doorvoeren werd afgewezen. Hij trad af als premier van Pruisen en werd vervangen door Botho zu Eulenburg. Deze onhoudbare scheiding van macht tussen kanselier en premier leidde op 26 oktober 1894 tot beider ontslag en vervanging door Chlodwig zu Hohenlohe-Schillingsfürst.

## Militaire loopbaan
Pruisische Leger: 1849
- Leutnant: 19 september 1850
- Oberleutnant: 31 mei 1859
- Hauptmann: 1861
- Major: 1866
- Oberstleutnant: 1870[1][2]
- Oberst: 1872
- Generalmajor: 1877
- Generalleutnant: 1882
- General der Infanterie: 14 april 1888[3]

Pruisische Marine
- Vizeadmiral: 1883[1][2][3][4]

## Onderscheidingen
- Pour le Mérite[3] op 18 januari 1871[5]
- Orde van de Zwarte Adelaar (Pruisen)
- IJzeren Kruis, 2e klasse[3]
- Orde van de Aankondiging
- Graaf: 18 december 1891

- Bibsys: 1592544503163
- Bibliothèque nationale de France: cb161771775 (data)
- Gemeinsame Normdatei: 11851900X
- International Standard Name Identifier: 0000 0000 9378 8298
- Library of Congress Control Number: n85017096
- Nationale Bibliotheek van Tsjechië: uk2018984641
- Nationale Bibliotheek van Israël: 987007306920405171
- Nationale Bibliotheek van Polen: a0000002579165
- Nederlandse Thesaurus van Auteursnamen: 117947458
- LIBRIS: 182736
- Système universitaire de documentation: 109349857
- Virtual International Authority File: 78748660
- WorldCat: E39PBJcgBdxT7c9Htby3T48grq

Karl August von Hardenberg · Christian Günther von Bernstorff · Johann Peter Friedrich Ancillon · Heinrich Wilhelm von Werther · Mortimer Maltzan · Heinrich von Bülow · Karl Ernst Wilhelm von Canitz und Dallwitz · Adolf Heinrich von Arnim-Boitzenburg · Heinrich Alexander von Arnim · Alexander von Schleinitz · Rudolf von Auerswald · August Heinrich Hermann von Dönhoff · Friedrich Wilhelm von Brandenburg · Heinrich Friedrich von Arnim-Heinrichsdorff-Werbelow · Friedrich Wilhelm von Brandenburg (a.i.) · Alexander von Schleinitz · Joseph von Radowitz · Otto Theodor von Manteuffel · Alexander von Schleinitz · Albrecht von Bernstorff · Otto von Bismarck · Herbert von Bismarck (a.i.) · Leo von Caprivi · Adolf Hermann Marschall von Bieberstein · Bernhard von Bülow · Theobald von Bethmann Hollweg · Georg Michaelis · Georg von Hertling · Max van Baden
Adolf Heinrich von Arnim-Boitzenburg · Ludolf Camphausen · Rudolf von Auerswald · Ernst von Pfuel · Friedrich Wilhelm von Brandenburg · Adalbert von Ladenberg (a.i.) · Otto Theodor von Manteuffel · Karel Anton van Hohenzollern-Sigmaringen · Adolf zu Hohenlohe-Ingelfingen (a.i.) · Otto von Bismarck · Albrecht von Roon · Otto von Bismarck · Leo von Caprivi · Botho zu Eulenburg · Chlodwig zu Hohenlohe-Schillingsfürst · Bernhard von Bülow · Theobald von Bethmann Hollweg · Georg Michaelis · Georg von Hertling · Max van Baden · Paul Hirsch · Heinrich Ströbel · Paul Hirsch · Otto Braun · Adam Stegerwald · Otto Braun · Wilhelm Marx · Otto Braun · Hermann Göring
Otto von Bismarck · Leo von Caprivi · Chlodwig zu Hohenlohe-Schillingsfürst · Bernhard von Bülow · Theobald von Bethmann Hollweg · Georg Michaelis · Georg von Hertling · Max von Baden · Friedrich Ebert · Hugo Haase · Philipp Scheidemann · Gustav Bauer · Hermann Müller · Konstantin Fehrenbach · Joseph Wirth · Wilhelm Cuno · Gustav Stresemann · Wilhelm Marx · Hans Luther · Hermann Müller · Heinrich Brüning · Franz von Papen · Kurt von Schleicher · Adolf Hitler · Joseph Goebbels · Johann Ludwig Schwerin von Krosigk